# البطولة الوطنية للرأس الأخضر 2009
البطولة الوطنية للرأس الأخضر 2009 (بالبرتغالية: Campeonato Cabo-Verdiano de Futebol de 2009‏) هو الموسم 30 من البطولة الوطنية للرأس الأخضر. كان عدد الأندية المشاركة فيه 12، وفاز فيه Sporting Clube da Praia ‏.